# Brommamamma
Brommamamma är ett svenskt produktionsbolag verksamt inom TV, film, reklam och teater. Bolaget drivs av Erik Haag, Henrik Schyffert och Kerstin Johansson. 
Jonas Konstantinov var bolagets vd 2014–2016.

## Produktioner

### Kanal 5
- Söder om Folkungagatan, 2014
- Sverige dansar och ler, 2007
- Sverige pussas & kramas, 2008
- Raw Comedy, 2008
- Roast på Berns, 2009-2010
- Magnus Betnérs Tal till Nationen, 2009
- De kallar oss roliga, 2010, Kanal 9
- Sjön suger, 2008-2009, Kanal 9
- I ditt ansikte, 2008
- Veckans Nyheter, 2006

### SVT
- Landet Brunsås, 2010-2011, med Thelma/Louise
- Pappas pengar, 2012, Barnkanalen
- Alla är fotografer, 2013
- Tror du jag ljuger?, 2016

### TV4
- Allt faller, 2013
- Jättebästisar, 2014

### Viaplay
- Zebrarummet, 2021, samproduktion med Jarowskij och Film i Väst.[3][4]